# (38298) 1999 RD88
1999 RD88 (asteroide 38298) é um asteroide da cintura principal. Possui uma excentricidade de 0.12127940 e uma inclinação de 15.00188º.
Este asteroide foi descoberto no dia 7 de setembro de 1999 por LINEAR em Socorro.